# Шарл Мари дьо ла Кондамин
Шарл Мари дьо ла Кондамин (на френски: Charles Marie de la Condamine) е френски астроном, геодезист и пътешественик-изследовател.

## Произход и младежки години (1701 – 1736)
Роден е на 28 януари 1701 година в Париж, Франция, в богато дворянско семейство. Във връзка със своя произход постъпва на военна служба, което е традиция в рода му, но скоро напуска армията и се посвещава изцяло на науката и от 1730 е вече член на Френската академия на науките. В своите изследвания обръща внимание на използването на барутните избухвания за определяне на разликата в географската дължина, която по това време се определяла много грешно. През този период извършва успешно пътешествие в страните от Близкия и Среден Изток.

## Френска екваториална експедиция (1736 – 1745)

### Цели и организация на експедицията
През 1736 Парижката академия на науките организира две експедиции за измерване на дъгата на меридиана с цел установяване на истинската фигура на Земята: една – към Северната полярна окръжност, в Лапландия, друга – към екватора, в района на Кито. За началник на екваториалната експедиция, благодарение на финансови и придворни връзки, е назначен адъюнкт (младши научен сътрудник) Шарл Мари дьо ла Кондамин, нямайки все още никакви научни трудове. За научен ръководител е назначен членът на Парижката академия, физик (един от основателите на оптиката), геодезист, хидрограф, навигатор и основоположник на теорията за корабоплаването Пиер Буге (Pierre Bouguer), а за негов помощник Луи Годен (Louis Godin).

### Градусни измервания (1736 – 1743)
През юни 1736 експедицията достига северния бряг на Панама, пресича провлака и от Панамския залив по море стига до залива Манта (0° 50` ю.ш.). Тук остават Кондамин и Буге, а останалите продължават за Гуаякил, като се уговарят да се срещнат в Кито. В района на залива към експедицията се присъединява местния богат земевладелец Педро Висенте Малдонадо, географ и картограф-любител, много добре запознат със западните склонове на Западните Кордилери, роден в Еквадор. Малдонадо става съветник и спътник на Кондамин; в споровете с испанските държавни служители този креоли винаги взема неговата страна, тъй като ненавижда не само испанското правителство, отстраняващо знатните креоли от управлението на родината им, но и въобще всички испански чиновници и военни. Малдонадо много добре запознава своите нови другари с тихоокеанските склонове на Андите и неведнъж дава възможност на Кондамин да наблюдава как се събира млечния сок на бразилската хевея, и как след това каучукът се подлага на допълнителна преработка.
От юли 1737 до март 1743 групата извършва триангулачни измервания в Екваториалните Анди, като измерва триградусова дъга от меридиана и извършва необходимите астрономически наблюдения за изчисляване на дължината на 1º от меридиана на ширината на екватора, след което експедицията отново се разделя. Бугер продължава на север до Богота, спуска се по река Магдалена, достига до морето и от там се завръща във Франция.

### Експедиция по Амазонка (1743 – 1745)
Кондамин избира друг маршрут. През юни и юли 1743 от град Лоха (3°59′ ю. ш. 79°12′ з. д. / 3.983333° ю. ш. 79.2° з. д.) преминава 30 км, достига до река Чинчипе и по нея се спуска до река Мараньон. Там го очаква Малдонадо, който осигурява плавателни съдове и индианци-гребци. След това по Мараньон, двамата достигат до Амазонка и по нея в средата на септември – до Белен, като по пътя Кондамин извършва астрономически наблюдения и определя сравнително точно координатите на редица пунктове по течението на реката. В Белен експедицията се задържа няколко месеца, в края на февруари 1744 пристига в Кайен и в началото на 1745 се завръща във Франция.

## Следващи години (1745 – 1774)
Приятелят и съратник на Кондамин, Педро Малдонадо, пристига заедно с него във Франция и е избран за член на редица европейски учреждения и дружества, в т.ч. Лондонското кралско дружество през 1748 г. Същата година четиридесетгодишният Малдонадо се заразява от едра шарка и умира.
Измерванията, извършени от Кондамин и Буге, заедно с измерванията на инженер Фрезе в земите на Перу и Чили (1712 – 1714) и на лапландската експедиция на Пиер Мопертюи (1735 – 1744) дават достатъчно данни за изчисляване на формата на Земята.
Освен всички други дейности Кондамин първи описва процеса за изработване на каучукови изделия и открива хининовото дърво, от което се извлича хинина за лечение на маларията.
Впоследствие прави още няколко пътешествия главно из Европа, за да наблюдава преминаването на Венера пред диска на Слънцето.
Умира на 4 февруари 1774 година в Париж на 73-годишна възраст.

## Трудове
Написва и издава множество трудове по астрономия и геодезия, по-известни от които са:
- Relation abrégée d'un voyage fait dans l'interieur de l'Amérique méridionale (1745);
- La figure de la terre déterminée par les observations (1749).